# Bitwa pod Zelwą
Bitwa pod Zelwą miała miejsce 4 lipca 1792 roku w czasie wojny polsko-rosyjskiej 1792 pomiędzy siłami korpusu litewskiego a armią rosyjską w rejonie Zelwy na Grodzieńszyźnie.
Po klęsce pod Mirem dnia 10 czerwca 1792 następował odwrót korpusu litewskiego oskrzydlanego przez Rosjan. 4 lipca, na rozpoznanie wysłany został oddział piechoty (ok. 1 200 bagnetów) pod dowództwem majora Wedelstedta, który na brodzie na Zelwiance wszedł w kontakt z czołowymi oddziałami armii carskiej. Po krótkiej walce i zajęciu brodu, oddział do zmroku utrzymywał swoją pozycję mimo ataków nieprzyjaciela. 
Był to dobry moment na atak większymi siłami, gdyż oddział rosyjski pod dowództwem gen. Borysa Mellina nie spodziewał się natknąć na większe oddziały polskie. Pomimo tego, dowodzący wojskami litewskimi Michał Zabiełło zachował się asekuracyjnie, nie nadesłał posiłków i rozkazał Wedelstedtowi wycofać się do sił głównych.
Po tym, jak wieczorem zaczął padać ulewny deszcz, dowódca Armii Litewskiej Michał Zabiełło postanowił rozbić obóz nad rzeką przypuszczając, że ulewa powstrzyma Rosjan.
Następnego ranka, pomimo niesprzyjających warunków atmosferycznych, Rosjanie przegrupowali się, a następnie przeprawili się w deszczu przez Zelwiankę i niespodziewanie zaatakowali. Pomimo możliwości podjęcia walki, zaskoczony Zabiełło podjął decyzję o odwrocie. Wycofanie się wojsk litewskich było osłaniane przez atak jazdy, przedsięwzięty z własnej inicjatywy gen. Józefa Bielaka. Szarża załamała się.
Za bitwę pod Zelwą Józef Sułkowski dostał awans na pułkownika wraz z dowództwem nad własnym pułkiem, odznaczony został także krzyżem orderu Virtuti Militari.